# L'Apprentie de Merlin
Pour l’article ayant un titre homophone, voir L'Apprenti de Merlin.
L'Apprentie de Merlin est un cycle de fantasy, composé de quatre romans, écrit par Fabien Clavel. C'est une réécriture de la légende arthurienne qui raconte les aventures d'Ana, l'apprentie de Merlin. Ces livres vont la faire passer de larmes à rires.

## Parutions
1. Le Dragon et l'Épée, Mango, 2010
2. L'Ogre et le Bouclier, Mango, 2011
3. La Fée et le Bâton, Mango, 2012
4. La Sorcière et la Coupe, Mango, 2013

## Résumé

### Le Dragon et l’Épée
Ana est une jeune fille de treize ans qui vole les passants pour survivre, et pour faire vivre sa famille qui, pourtant, la maltraite. Un jour, en détroussant un étrange voyageur, toute sa vie bascule. Car elle vient de détrousser Merlin l'Enchanteur, et celui-ci, au lieu de la punir, la prend comme apprentie et l'initie à l'art des runes. En ces temps de chaos, Ana devra aider Merlin à donner un roi à la ville de Britannia, à choisir un roi digne de brandir Excalibur, l'épée magique.

### L'Ogre et le Bouclier
Quinze ans se sont écoulés, Ana se réveille d'un sommeil magique. Le jeune Arthur est en âge de devenir roi, mais pour cela, il doit être digne de retirer Excalibur de son rocher ; or, l'épée est convoitée par bien d'autres chevaliers. Avec l'aide d'Ana, et d'hommes courageux comme Gauvain, Tristan et Lancelot, il doit affronter obstacles et périls, avant de devenir enfin le roi d'Angleterre. Ils vont découvrir qui est un mystérieux chevalier, qui va bouleverser l'équipe…
Ana va aimer de plus en plus Arthur, comme lui-même… Mais l'apprentie va apprendre qu'ils sont demi-frère et sœur mais le jeune roi, qui l'a appris il y a bien longtemps ne va pas laisser tomber, il va lui demander de devenir sa reine…

### La Fée et le Bâton
Au réveil d'Ana, encore vingt ans sont passés. Merlin, lui, est plongé dans un profond sommeil magique. Arthur est roi et il a épousé Guenièvre ; Lancelot a mystérieusement disparu. Ana rencontre le jeune et naïf Perceval. Au cours de ce tome, la jeune fille va devoir affronter de grandes révélations sur le passé de Merlin…

### La Sorcière et la Coupe
Ana se réveille cette fois après vingt-cinq ans de sommeil. Arthur est vieux et malade, ainsi que la plupart des chevaliers, mais pour le sauver, et pour sauver le royaume menacé par les Saxons et les Pictes, les chevaliers de la Table ronde doivent partir en quête du Graal. Ana va solliciter l'aide de Mordred, fils bâtard d'Arthur.

## Personnages
- Ana (héroïne de l'histoire)
- Merlin
- Fée Morgue (la Dame du Lac)
- Glamorgan (le dragon)
- Vortimer
- Antor
- Uther
- Ygerne
- Léodagan
- Arthur
- Keu
- Guenièvre
- Lancelot
- Tristan
- Gauvain
- Agravain
- Perceval